# Mexico (stat)
 For alternative betydninger, se Mexico (flertydig). (Se også artikler, som begynder med Mexico)
Delstaten Mexico (ofte forkortet til "Edomex" for Estado de México) er en delstat i midten af landet af samme navn, Mexico. Den er mod nord afgrænset af Hidalgo, mod øst af Tlaxcala og Puebla, mod syd af Morelos og Guerrero og mod vest af Michoacan. Delstaten Mexico dækker et areal på 21.461 km². I 2003 havde delstaten et anslået indbyggertal på omkring 14.030.000, mens indbyggertallet i 1900 var 934.468 og overvejende bestod af indianere.